# 星薬学専門学校 (旧制)
| 星薬学専門学校 （星薬専） | 星薬学専門学校 （星薬専）   |
| ------------------------- | --------------------------- |
| 創立                      | 1941年（昭和16年）          |
| 所在地                    | 東京都品川区荏原            |
| 初代校長                  | 山口誠太郎                  |
| 廃止                      | 1952年（昭和27年）          |
| 後身校                    | 星薬科大学                  |
| 同窓会                    | 星薬科大学同窓会 （日本語） |

星薬学専門学校（ほしやくがくせんもんがっこう）は1941年（昭和16年）に設立された日本の旧制薬学専門学校。星薬科大学の旧制前身校。本項では前身の「星製薬商業学校」を含め記述する。

## 概要
1922年（大正11年）に開設された「星製薬商業学校」を経て「星薬学専門学校」が設立された。その後新制大学の「星薬科大学」となった。

## 沿革
- 1911年（明治44年） - 星製薬（星一が創業）社内に「教育部」設置
- 1921年（大正10年） - 星薬業講習会設置
- 1922年（大正11年） - 星製薬商業学校開設（品川区荏原）
- 1941年（昭和16年） - 星薬学専門学校設立
  - 開校当初入学者選抜を巡って校内が紛糾したため文部省の指示により学生の大半が東京薬学専門学校と明治薬学専門学校に転校した。
- 1950年（昭和25年） - 新制大学の星薬科大学として認可

## 歴代校長
星製薬商業学校
- 星一；1922年2月 - 1944年3月

星薬学専門学校
- 山口誠太郎；1941年4月 - 1942年12月
- 大條正雄；1942年12月 - 1947年2月
- 村田重夫（事務取扱）；1947年2月 - 1950年2月